# St. Paul Institut für Theologie und Philosophie
Das St. Paul Institut für Theologie und Philosophie (französisch Institut Saint Paul de Philosophie et de Théologie à Harissa) ist im Jahre 1939 in Harissa (Libanon) gegründet worden und ist die einzige theologisch-philosophische Hochschule der melkitischen Kirche im Nahen Osten. Das Institut wird von der Priestergemeinschaft der Paulisten geleitet. Im Jahre 1972 wurden die Abschlüsse staatlich anerkannt. Es gibt zwei Schulen, die theologische und die philosophische Schule sowie zwei sprachliche Zweige (arabisch und französisch). Dem Institut ist das Priesterseminar angeschlossen. Im Jahre 2009 unterrichten 40 Professoren an dem Institut und etwa 40 Studenten studieren.
Rektor des Instituts war von 1995 bis 2021 Georges Khawam.

## Bekannte Studenten und Professoren
- Paul Khoury (1921–2021), Professor für Religionsphilosophie
- Adel Theodor Khoury (1930–2023), Professor für Islamwissenschaft
- Joseph Kallas (* 1931), Erzbischof von Beirut
- Habib Bacha (1931–1999), Erzbischof von Beirut
- Cyrille Salim Bustros (* 1939), Erzbischof von Newton
- Georges Khawam (* 1959), Leiter des Instituts ab 1995, später Generaloberer der Paulisten und Erzbischof von Latakia
- Elie Bechara Haddad (* 1960), libanesischer Erzbischof von Sidon
- Georges Masri (* 1968), syrischer Geistlicher, Erzbischof von Aleppo